# Pete Johnson

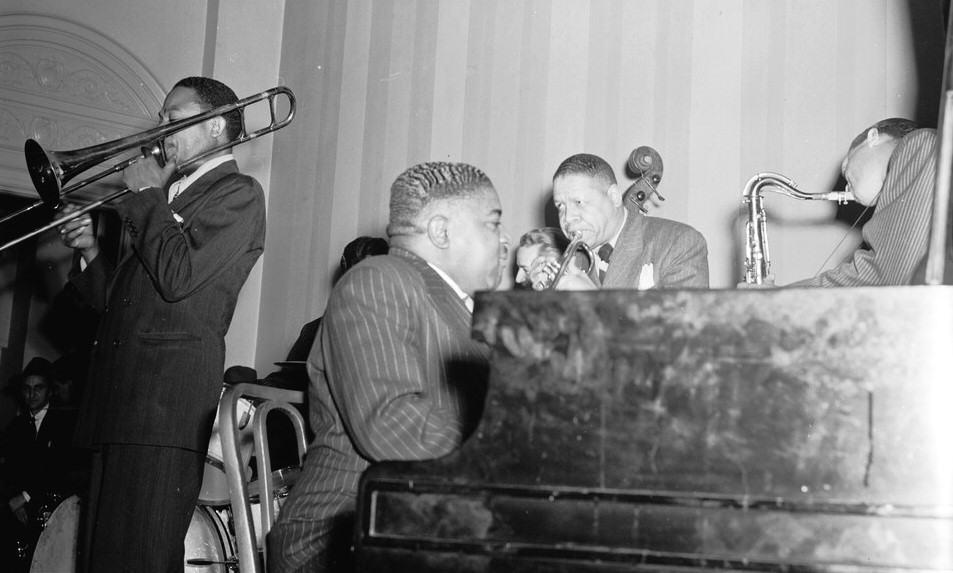
Od lewej: J.C. Higginbotham, Pete Johnson, „Red” Allen i Lester Young
w National Press Club w Waszyngtonie,
ok. 1940

Kermit Holden Johnson, ps.  „Pete”  (ur. 25 marca 1904 w Kansas City  w stanie Missouri, zm. 23 marca 1967 w Buffalo) – afroamerykański pianista jazzowy i bluesowy, czołowy przedstawiciel stylu boogie-woogie. 

Scott Yanow: Johnson był jednym z trzech wielkich pianistów boogie-woogie. Dwaj pozostali to Meade Lux Lewis i Albert Ammons

## Życiorys
Wychowywała go matka; ojciec bowiem opuścił rodzinę, kiedy syn był jeszcze niemowlęciem. Matka nie radziła sobie finansowo. Kiedy miał cztery lata, żeby zapewnić mu właściwą opiekę, podjęła decyzję o umieszczeniu go w sierocińcu. Często go odwiedzała, on jednak z tęsknoty za nią, oraz wskutek złych warunków bytowych i przebytej choroby, po kilku miesiącach uciekł z sierocińca do domu. Rozpoczął naukę w szkole podstawowej; przerwał ją w piątej klasie, żeby podjąć pracę. Pierwszą stałą pracę uzyskał na nocnej zmianie w dziale ekspedycji w fabryce porcelany. Później imał się wielu zajęć – był pucybutem, bileterem, ładował ciężarówki i wagony, oraz pracował w drukarni, rzeźni i pralni.
Muzykę lubił od dzieciństwa. Będąc malcem, niejednokrotnie gubił się w mieście, podążając za orkiestrami marszowymi. Karierę muzyczną rozpoczął jako perkusista. Na fortepianie zaczął grać mniej więcej w tym samym czasie, kiedy uczył się gry na perkusji. Jego pierwsze kontakty z pianinem miały miejsce w kościele. Pracował wówczas w ekipie budowlanej remontującej świątynię. Donosił wodę murarzom. Po napełnieniu zbiornika biegł do kościelnego pianina i próbował grać. Później poszerzał swoje umiejętności na zdezelowanym instrumencie w sali na mieście, w której grano w karty.
W 1922 zrezygnował z perkusji na rzecz fortepianu. Założył trio, z którym występował w Backbiter’s Club, lokalu o marnej reputacji. W nim poznał wokalistę Big Joego Turnera, z którym później często współpracował. Zostali przyjaciółmi na całe życie. W 1936 wypatrzył ich obu producent muzyczny i „łowca talentów” John Hammond, który od razu załatwił im pracę w klubie Famous Door w Nowym Jorku. W 1938 wystąpili razem na koncercie „From Spirituals to Swing”, zorganizowanym przez Hammonda w Carnegie Hall. Koncert ów wywołał wielką modę na boogie-woogie. W tym czasie zaczął regularnie nagrywać. Występował także z Ammonsem i Lewisem jako The Boogie-Woogie Trio. Ponadto uczestniczył w kilku sesjach nagraniowych Turnera, uznanych później za klasyczne. Utwór ich autorstwa: Roll ’Em Pete, wydany na płycie w 1938, był piosenką prekursorską, jedną z pierwszych, zwiastujących powstanie rock and rolla.
W 1944 pojawił się w krótkometrażowym filmie muzycznym Boogie-Woogie Dream. Poza nim wystąpili również: Ammons, wokalistka, Lena Horne oraz pianista Teddy Wilson i jego zespół. W styczniu 1946, podczas trzech sesji, nagrał wczesny album koncepcyjny Pete Johnson’s Housewarmin’. Pomysł polegał na tym, że zaczyna grać sam (jakoby w pustym domu), a następnie dołączają do niego inni muzycy z Kansas City (puzoniści J.C. Higginbotham i Clyde Bernhardt, perkusista J.C. Heard, klarnecista Albert Nicholas, trębacz Hot Lips Page i wokalistka Etta Jones), żeby zakończyć przedsięwzięcie wspólnym jam session. W 1947 wyjechał do Los Angeles, gdzie przez dwa lata grał w salach koncertowych i klubach. W maju 1949 wystąpił w Paryżu na Festival International de Jazz, na którym pojawiła się plejada amerykańskich gwiazd jazzu.
W 1950 przeniósł się do Buffalo. W tym okresie spotkały go liczne kłopoty, w tym problemy finansowe i zdrowotne. W wypadku stracił fragment palca, a wskutek udaru został częściowo sparaliżowany. W 1953 na pewien czas musiał zrezygnować z muzyki. Zajął się myciem samochodów w wytwórni lodów oraz miejskiej kostnicy. Stopniowo jednak zaczął wracać na estradę. Grał także w programach radiowych. W 1958 odbył tournée w Europie z grupą Jazz at the Philharmonic oraz wystąpił na festiwalu jazzowym w Newport, towarzysząc Big Joemu Turnerowi, Chuckowi Berry’emu i Big Maybelle. Jako że od dłuższego czasu nie czuł się dobrze, po festiwalu przeszedł badania medyczne, które ujawniły zły stan serca oraz cukrzycę. Wkrótce potem doznał kilku następujących po sobie udarów. Został sparaliżowany w stopniu, który całkowicie uniemożliwił mu grę na fortepianie. Z czasem zaczął też tracić wzrok. Pismo „Jazz Report” zorganizowało szereg charytatywnych aukcji płyt, z których dochód przeznaczono dla niego. W 1965 Hans Maurer przekazał cały dochód ze swojej publikacji The Pete Johnson Story niepełnosprawnemu pianiście. Ponadto przyjęto go do ASCAP, dzięki temu zyskał regularne tantiemy. Największe wsparcie dostawał przez całe życie od swojej żony – Marge.
W styczniu 1967, podczas ostatniego koncertu z cyklu „From Spirituals to Swing”, prowadzący go konferansjer wprowadził na estradę Johnsona, do którego podszedł i ujął za rękę jego stary przyjaciel – Big Joe Turner. Kiedy odprowadzał Johnsona do wyjścia, ten przystanął przy fortepianie, usiadł obok pianisty Raya Bryanta i prawą, sprawniejszą ręką zaczął grać. Partie lewej ręki wykonywał Bryant. Johnson, który od lat nie dotykał klawiatury, początkowo był zdenerwowany, jednak z każdym taktem grał coraz lepiej.
Zmarł dwa miesiące później w Meyer Hospital w Buffalo – dwa dni przed swoimi 63. urodzinami. Został pochowany na miejscowym cmentarzu Forest Lawn.

## Wybrana dyskografia
- 1941 Pete Johnson And Albert Ammons – 8 To The Bar – Two Piano Boogie Woogie For Dancing (Victor)
- 1946
  - Pete Johnson’s Housewarmin’ (National Records)
  - Pete’s Blues (Savoy)
- 1955
  - Pete Johnson – Boogie Woogie Classics (Blue Note)
  - Joe Turner And Pete Johnson (EmArcy)
  - Jumpin’ with Pete Johnson (Prestige)
- 1958 Pete's Blues (Savoy)
- 1978 Boogie Woogie Trio – Albert Ammons–Meade Lux Lewis–Pete Johnson (Storyville Records)
- 1992
  - Central Avenue Boogie (Delmark Records
  - Blues in the Night No. 1 with Chuck Berry and Big Maybelle and The Blues Band. Plus Joe Turner with Pete Johnson. And on Stage: Jack Teagarden (Phontastic) – Newport Jazz Festival 1958, 3–6 lipca, vol. III
  - Pete Johnson – 1938–1939 (Classics)
  - Pete Johnson – 1939–1941 (Classics)
- 1995 The Boogie Woogie Trio, Vol. 1 – Albert Ammons–Pete Johnson–Meade „Lux” Lewis (Storyville)
- 1997 The Boogie Woogie Trio, Vol. 2 – Albert Ammons–Pete Johnson–Meade „Lux” Lewis (Storyville)
- 1999 Roll ’Em Pete (Pearl Records)
- 2000 Pete Johnson – 1947–1949 (Classics)
- 2002 Big Joe Turner–Pete Johnson – Atomic Boogie – Savoy Blues Legends –The National Recordings 1945–1947 (Savoy) – 2 CD, kompilacja

Zestawienie wg dat wydania płyt